# Вона прийшла до мене
«Вона прийшла до мене» (англ. She Came to Me) — художній фільм американського режисера Ребеккі Міллер, який став фільмом відкриття 73-го Берлінського кінофестивалю 16 лютого 2023 року. Головні ролі у ньому зіграли Пітер Дінклейдж та Енн Хетевей.

## Сюжет
Головний герой фільму — композитор на ім'я Стівен, який живе у Нью-Йорку. Він не може дописати оперу і тому вирушає на пошуки натхнення, дотримуючись поради своєї колишньої дружини Патріші.

## В ролях
- Пітер Дінклейдж — Стівен Лауддем
- Енн Хетевей — Патріша Лауддем
- Маріса Томей — Катріна Тренто
- Йоанна Куліг — Магдалена Шишковскі
- Брайан д'Арсі Джеймс[8] — Трей Руффа

## Виробництво
Проєкт був анонсований у 2017 році, причому головні ролі спочатку мали отримати Стів Карелл, Емі Шумер і Ніколь Кідман. У 2021 році до касти приєдналися Енн Хетеуей, Тахар Рахім, Маріса Томей, Іоанна Куліг та Меттью Бродерік ; Рахім та Бродерик пізніше залишили проєкт. Зйомки проходили в Нью-Йорку з кінця 2021 до квітня 2022.

## Прем'єра
Світова прем'єра фільму відбулася 16 лютого 2023 на 73-му Берлінському кінофестивалі.